# Distrikt Huácar

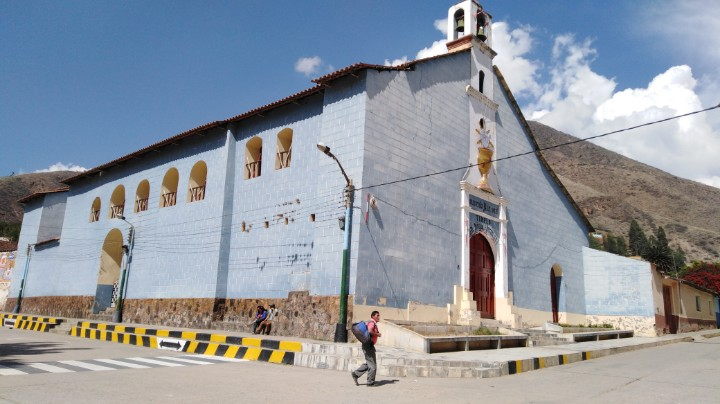
Kirche in San Miguel de Huácar

Der Distrikt Huácar liegt in der Provinz Ambo in der Region Huánuco in Zentral-Peru. Der Distrikt wurde am 9. Februar 1861 gegründet. Er hat eine Fläche von 238 km². Beim Zensus 2017 wurden 8145 Einwohner gezählt. Im Jahr 1993 lag die Einwohnerzahl bei 9340, im Jahr 2007 bei 8096. Sitz der Distriktverwaltung ist die etwa 2114 m hoch gelegene Kleinstadt Huácar (auch San Miguel de Huácar) mit 2135 Einwohnern (Stand 2017). Huácar befindet sich 5 km südwestlich der Provinzhauptstadt Ambo.

## Geographische Lage
Der Distrikt Huácar liegt in der peruanischen Zentralkordillere zentral in der Provinz Ambo. Der Río Huertas, ein linker Nebenfluss des Río Huallaga, durchquert den Distrikt in nordöstlicher Richtung und entwässert das Areal.
Der Distrikt Huácar grenzt im Südwesten an den Distrikt San Francisco, im Westen an den Distrikt Cayna, im Norden an die Distrikte Pillco Marca (Provinz Huánuco) und Conchamarca, im Osten an den Distrikt Ambo sowie im Südosten an den Distrikt San Rafael.

## Ortschaften
Im Distrikt gibt es neben dem Hauptort folgende größere Ortschaften:
- Angasmarca (973 Einwohner)
- Atahuayon
- Caracalla
- Cochatama
- Huacapucllana
- Moscatuna (214 Einwohner)
- San Juan de Yanamachay
- San Pedro de Acobamba (374 Einwohner)
- San Pedro de Raccha